# Río Canadian del Norte
El río Canadian del Norte (en inglés: North Canadian River) es un río de Estados Unidos, el mayor de los afluentes del río Canadian, con una longitud de 708 km. Administrativamente, el río discurre por los estados Nuevo México, Texas y Oklahoma. 
Para no confundir el río Canadian del Norte con el río Canadian, a este último a veces se le llama también río Canadian del Sur (South Canadian River).

## Geografía

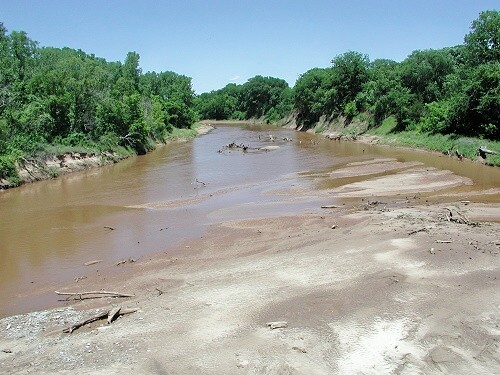
El río Canadian del Norte en Shawnee (Oklahoma)

El río Canadian del Norte nace en el estado de Nuevo México, justo al este de la pequeña localidad de Des Moines (177 habs. en 2000), en el condado de Union, en un tramo en el que se le conoce como arroyo Corrumpta (Corrumpta Creek). Se dirige hacia el Este, entrando en el mango de Oklahoma, donde es conocido como río Beaver (en un tramo en el que el río normalmente no tiene mucha agua). 
El río Beaver está represado cerca de Hardesty, en la presa Optima. Aprobada inicialmente en la década de 1930 para suministrar agua potable a las comunidades de la zona, la construcción no se realizó hasta la década de 1960. En este embalse desagua el arroyo Coldwater. 
Luego fluye hacia el sureste por el mango de Texas, en el condado de Sherman, en un corto tramo de unos 10 km, volviendo hacia el noreste y regresando de nuevo al mango de Oklahoma, antes de continuar hacia el este. Entra en Oklahoma por el noroeste de y vira hacia el sureste y en la confluencia con el arroyo Wolf, justo al sur de la ciudad de Fort Supply (328 habs.), toma el nombre de río Canadian del Norte. Nuevamente está represado en Cantón, en el condado de Blaine, donde forma el lago Canton. Atraviesa después la más importante ciudad de su curso, la capital Oklahoma City (506 132 habs.), y después de un largo recorrido de 708 km desemboca finalmente en el río Canadian. 
Un tramo del río de unos 10 kilómetros que discurre a través de Oklahoma City fue rebautizado con el nombre de río de Oklahoma en 2004. Esta parte tiene varias cerraduras que han creado una serie de pequeños lagos en los que tienen lugar la práctica de deportes náuticos como el remo, kayak, canoas y regatas (auspiciadas por la Fundación Boathouse, la casa del barco de Chesapeake y la Universidad de Oklahoma City). Las regatas incluyen pruebas de 2,5 millas y sprints de 2000 m y 500 m. Es el único lugar en los EE. UU. en que hay pruebas oficiales nocturnas.